# Grinding Stone
| Recensione              | Giudizio   |
| ----------------------- | ---------- |
| AllMusic                | [ 1 ]      |
| Sputnikmusic            | 3.2 (Good) |
| Dizionario del Pop-Rock | [ 3 ]      |
| 24.000 dischi           | [ 4 ]      |

Grinding Stone è l'album di esordio di Gary Moore, pubblicato nel maggio del 1973 sotto la nomenclatura The Gary Moore Band.

## Tracce
Lato A
Testi e musiche di Gary Moore.
1. Grinding Stone (Strumentale) – 9:38
2. Time to Heal – 6:19
3. Sail Across the Mountain – 7:15

Lato B
Testi e musiche di Gary Moore.
1. The Energy Dance (Strumentale) – 2:30
2. Spirit – 17:11
3. Boogie My Way Back Home – 5:41

## Formazione
The Gary Moore Band
- Gary Moore - voce, chitarra
- John Curtis - basso
- Pearse Kelly - batteria, percussioni

Altri musicisti
- Philip Donnelly - chitarra ritmica
- Jan Schellhaas - tastiere
- Frank Boylan - basso

Note aggiuntive
- Martin Birch - produttore, ingegnere delle registrazioni
- Roslav Szaybo - art direction
- Michael Farrell - design[7]